# Socha svatého Jana Nepomuckého (Lázně Bohdaneč)
Socha svatého Jana Nepomuckého se nalézá na Masarykově náměstí v Lázních Bohdaneč v okrese Pardubice. Socha je od roku 2004 přemístěna z původního umístění v centru náměstí na profilovaný podstavec umístěný v rohu náměstí u fary. Pozdně barokní pískovcová socha neznámého autora z druhé poloviny 18. století je chráněna jako kulturní památka. Národní památkový ústav tuto sochu uvádí v katalogu památek pod rejstříkovým číslem ÚSKP 31134/6-2044.

## Popis
Socha svatého Jana Nepomuckého je postavena na kulatém sloupu s vrchní tvarovanou částí. Spodní hranolový podstavec je dvoudílný, zdobený a stojí na dvou stupních. Pískovcová socha světce v podživotní velikosti je umístěna na vyšším kulatém pilíři s volutami po stranách. Na každé z volut sedí jeden andělíček, levý drží rozevřenou knihu nad hlavou a pravý má prst přiložený na rtech. Andělíčci mají na zádech kovová pozlacená křidélka. Svatý Jan je prostovlasý, oblečený do kanovnického roucha, s nakročenou pravou nohou, biret drží ve své pravé ruce. Kolem hlavy má kovovou pozlacenou svatozář s pěti hvězdami. V levé ruce svírá krucifix se zlaceným korpusem Krista opírající se mu o rameno. Na podstavci je vpředu jeden větší a čtyři menší reliéfy okvětních listů, vzadu na podstavci jsou nápisy: Obnoveno nákladem/ města Bohdanče/ 1886. Obnoveno městem 2004. 

## Galerie

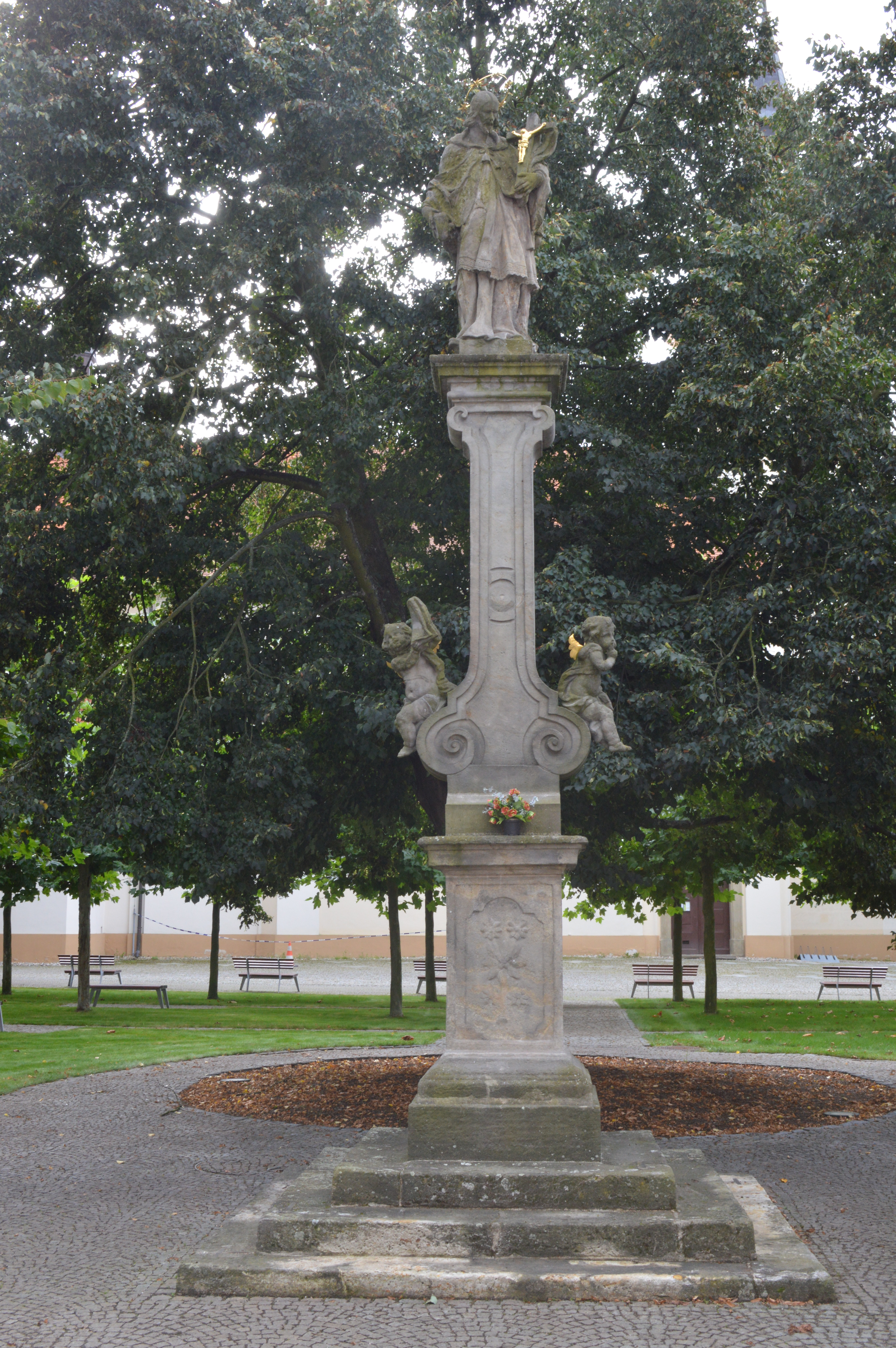
Socha sv. Jana Nepomuckého  na Masarykově náměstí v Lázních Bohdaneč
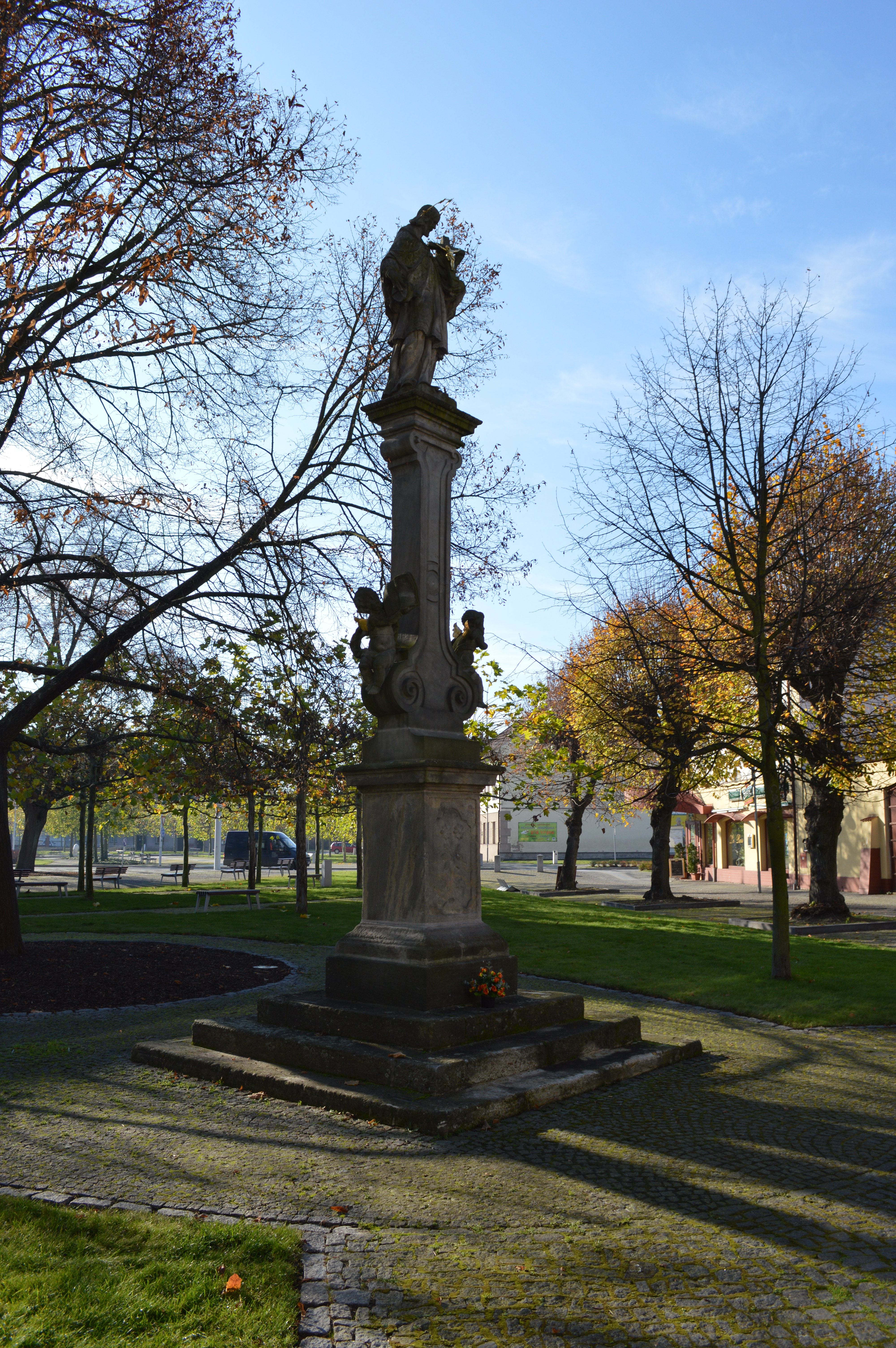
Socha sv. Jana Nepomuckého  na Masarykově náměstí v Lázních Bohdaneč